# Manganbabingtonita
La manganbabingtonita és un mineral de la classe dels silicats. Rep el nom per la seva relació amb la babingtonita.

## Característiques
La manganbabingtonita és un silicat de fórmula química Ca₂(Mn,Fe)FeSi₅O14(OH). Es tracta d'una espècie aprovada per l'Associació Mineralògica Internacional, i publicada per primera vegada el 1966. Cristal·litza en el sistema triclínic. La seva duresa a l'escala de Mohs oscil·la entre 5,5 i 6.
Segons la classificació de Nickel-Strunz, la manganbabingtonita pertany a «09.DK - Inosilicats amb 5 cadenes senzilles periòdiques» juntament amb els següents minerals: babingtonita, litiomarsturita, marsturita, nambulita, natronambulita, rodonita, escandiobabingtonita, fowlerita, santaclaraïta, saneroïta, hellandita-(Y), tadzhikita-(Ce), mottanaita-(Ce), ciprianiïta i hellandita-(Ce).

## Formació i jaciments
Va ser descoberta al dipòsit de Rudnyi Kaskad, dins el camp de Krasnokamensk, al districte de Kuragin (Krai de Krasnoiarsk, Rússia). També ha estat descrita en altres indrets de Rússia, la República Popular de la Xina, el Japó, els Estats Units i Noruega.